# Слоптув
Слоптув (пол. Słoptów) — село в Польщі, у гміні Ліпник Опатовського повіту Свентокшиського воєводства.
Населення — 162 особи (2011).
У 1975-1998 роках село належало до Тарнобжезького воєводства.

## Демографія
Демографічна структура на день 31 березня 2011 року:
|          | Загалом | Допрацездатний вік | Працездатний вік | Постпрацездатний вік |
| -------- | ------- | ------------------ | ---------------- | -------------------- |
| Чоловіки | 84      | 13                 | 63               | 8                    |
| Жінки    | 78      | 16                 | 41               | 21                   |
| Разом    | 162     | 29                 | 104              | 29                   |